# Teodor Reixtuní
Teodor Reixtuní fou Ishkhan de Reixtunik i Armènia vers el 638 al 653.
Al saber-se la notícia de la invasió àrab va establir una guàrdia a les fronteres i va crear un refugi i reducte defensiu a l'illot Althamar del llac Van (part sud).
El 640 Teodor va quedar de fet com a governador de tot Armènia per la vacant del govern de Persarmènia i la desaparició de l'Imperi Sassànida.
Des del 640 al 646 els àrabs van enviar cada any una expedició. El primer districte envaït fou Coltene (640), i van seguir Artaz (a Baspracània) i Kogovit. A aquesta darrera estava l'ishkhan Teodor junt amb forces romanes d'Orient dirigides pel general Procopi. Els romans d'Orient no van actuar però Teodor va fer una emboscada a Saraken, va matar molts àrabs, i es va retirar a Garni. En canvi Procopi fou després derrotat.
El 641 va morir el patriarca Ezr i fou elegit Narses II d'Ishkhan, bisbe de Taik conegut com a Narses Shinol (el constructor) que va regir l'església fins al 652 en què es va retirar (va tornar el 658 fins a la seva mort el 661).
Vers el 642 els àrabs van envair el país per Taron, Beznunik, Akhiovit i Kogovit i van entrar al Airarat cap a Dvin. El nakharar Vardik de Mokq va guiar als àrabs. Dvin fou ocupada el 6 d'octubre del 642. Dotze mil armenis foren massacrats i 35.000 foren fers presoners. Teodor va intentar atacar-los en retirar-se, però fou derrotat.
Teodor va demanar la llibertat del nominal marzban Varaz-Tirots Bagratuní i del seu fill Simbaci II Bagratuní que tenia el títol d'espatari, i eren a l'Àfrica, però l'emperador només va permetre que tinguessin un exili daurat al Bòsfor. També va obtenir la llibertat de Baanes Khorkhoruni, també presoner dels romans d'Orient. Varaz-Tirots es va escapar i va marxar a Trebisonda i d'allí a Taik, on fou ben rebut per Teodor i el patriarca que el van reconèixer com a governador d'Armènia.
Teodor no va tardar a perdre la confiança dels romans d'Orient i fou empresonat i portat a Constantinoble, però l'emperador el va alliberar. El 643 l'emperador va acceptar que Varaz-Tirots exercís el govern d'Armènia i li va donar el títol de Curopalata, però va morir poc després i el va succeir el seu fill Simbaci II que va ser a més aspet i drungari de l'exèrcit. Al mateix temps però que es nomenava a Varaz-Tirots, Teodor fou nomenat ishkhan i patrici per l'emperador Constantí II, càrrec que també fou donat a Khatxean Aravekhian i Shapuh Amatuni.
El 643 els àrabs van entrar altra vegada al Airarat i encara que foren aturats davant Ardzaph al Kogovit, finalment van ocupar la ciutat el 10 d'agost del 643 i van massacrar als defensors, si bé l'endemà Teodor els va sorprendre i va alliberar els presoners.
El 645 l'expedició àrab la va dirigir Habib Ibn-Maslama que amb ajut de Vardik de Mokq va saquejar Apahunik, Shirak i Bagrevand i va ocupar Dvin, però després es va retirar.
El 647 els romans d'Orient dominaven tot Armènia. L'emperador Constantí II va voler cohesionar el país i va demanar la unió de l'església armènia a l'església ortodoxa grega. Un concili es va fer a Dvin vers el 648 però la proposta fou rebutjada.
El 653 Teodor fou destituït per l'emperador que va traspassar les seves funcions a Simbaci II Bagratuní. En resposta Teodor va fer que els seus contingents, manats pel seu fill Vard Reixtuní, deixessin el combat, el que van fer al mig d'una batalla a l'Eufrates. Després d'això només podia aliar-se als àrabs, el que va fer en nom propi i de tota l'Armènia sobre la qual de fet tenia el control. El califa Moawiya va acceptar i va donar a l'Armènia autonomia local i set anys d'exempció d'impostos, a canvi de pagar 500 dinars de plata a l'any i d'aixecar un exèrcit de quinze mil homes pel califa; cap força estrangera podria entrar a Armènia però els àrabs no hi enviarien tampoc guarnicions, però sí exèrcits àrabs si era envaïda pels romans d'Orient. Una assemblea de nakharark va acceptar la proposta i Gregori Mamiconi i Simbaci II Bagratuní es van constituir en ostatges del califa.
Constantí II va reaccionar i va envair Armènia el 654. Es va establir a Teodosiòpolis i molts nakharark van anar allí i li van fer submissió, entre ells els Bagratuní de Sper, els Manali, els Daranali, el nakharar d'Ekeleatz, nakharark de la regió de Karin (Teodosiòpolis, després Erzurum), del Taik, de Bassèn, Vanand i Shirak, els Khorkhoruni, els Dimaksian, Musel Mamiconi de l'Airarat, els Aravekhian, els Aranean, els Varajnuní, els Gentuni i els Spanduni. Fins i tot el patriarca Narses va oferir lleialtat a l'emperador. Es van enviar oficials a detenir a Teodor a Dvin, però aquest els va empresonar i es va refugiar a l'illa d'Althamar al llac Van. El seu gendre Gregori Vahevuní es va fortificar a Arphat amb el tresor armeni. També li donaven suport Siunia, Aghuània i Kartli. L'emperador va entrar a Dvin i s'hi va establir. Musel Mamiconi, cap dels nakharark favorables a Constantinoble, fou nomenat cap de la cavalleria i lloctinent general. Llavors va imposar la doctrina del concili de Calcedònia. Finalment l'emperador va retornar a Constantinoble i va nomenar governador a Maurià.
Només sortir l'emperador el patriarca Narses va fugir a Taik per por de Teodor. Aquest va sortir d'Althamar i es va reunir amb el seu gendre Hamazaspes Mamiconi, que era el cap de la família dels Mamiconi i va demanar ajut als àrabs que van enviar set mil homes. Teodor va anar a Damasc i es va fer client del califa Moawiya, que el va nomenar senyor d'Armènia, Aghuània i Siunia. Un exèrcit àrab va fer reconèixer la sobirania del califa a tots els nakharark (655). Teodor va entrar a Dvin amb els àrabs, que després van tornar a Síria.
El general Habib Ibn-Maslama es va establir al Aragadzotn com una espècie d'ambaixador i àrbitre, però els seus soldats no estaven acostumats al fred. Maurià va reorganitzar les seves forces i va contraatacar i va poder restablir la situació a favor de Constantinoble. Els àrabs van creuar l'Araxes en retirada i es van establir a Zarehavand (al Bagrevand). Maurià va recuperar Dvin i quan anava cap a Nakhichevan (656) fou sorprès pels àrabs i derrotat. Maurià va fugir cap a Geòrgia. Els àrabs van atacar Teodosiòpolis i van saquejar aquesta i altres ciutats.
Teodor, acusat pels àrabs de la reconquesta romana d'Orient, va ser cridat a Damasc on va morir poc després d'arribar (vers 656). Els poder dels Reixtuní fou reduït (el Beznunik va ser donat als Mamiconis, i més tard va passar als Bagràtides) i van quedar com a vassalls dels Arzerunis. Els àrabs van nomenar governador a Hamazaspes Mamiconi.